# Nicholas Hagen
Nicholas George Hagen Godoy (ur. 2 sierpnia 1996 w mieście Gwatemala) – gwatemalski piłkarz pochodzenia amerykańskiego występujący na pozycji bramkarza, reprezentant Gwatemali, od 2024 roku zawodnik amerykańskiego Columbus Crew.

## Kariera klubowa
Hagen rozpoczynał treningi piłkarskie w szkółce juniorskiej Futeca Camp Elite w wieku sześciu lat. W dzieciństwie kibicował stołecznemu klubowi CSD Municipal i regularnie chodził na mecze tej drużyny. Jako nastolatek przeniósł się do drużyn młodzieżowych klubu Antigua GFC, gdzie występował z kilka lat starszymi rocznikami. Zadebiutował też w jego barwach w drugiej lidze gwatemalskiej. Następnie wyjechał do Stanów Zjednoczonych, gdzie przez rok był zawodnikiem akademii klubu FC Dallas. Ze względu na problemy proceduralne (był pochodzącym zza granicy niepełnoletnim graczem) w świetle przepisów FIFA nie mógł występować w oficjalnych rozgrywkach, lecz regularnie trenował z pierwszym zespołem pod okiem trenera Óscara Pareji.
W 2014 roku Hagen powrócił do Gwatemali, podpisując umowę z krajowym potentatem CSD Municipal. Tam początkowo pełnił rolę czwartego bramkarza, by po przyjściu trenera Enzo Trossero awansować na pozycję rezerwowego golkipera dla reprezentanta kraju Paulo Césara Motty. Jako drugi bramkarz wywalczył z Municipalem dwa wicemistrzostwa Gwatemali (Clausura 2015, Apertura 2016). W gwatemalskiej Liga Nacional zadebiutował 10 lutego 2016 w zremisowanym 0:0 spotkaniu z Cobán Imperial. W tamtym czasie otrzymał stypendium na studiowanie zarządzania sportem w Stanach Zjednoczonych, lecz za namową szkoleniowca Gustavo Machaína zdecydował się pozostać w Municipalu i zastępował Mottę w bramce, gdy ten wyjeżdżał na zgrupowania reprezentacji.
W styczniu 2017 Hagen wygrał z Paulo Césarem Mottą rywalizację o miejsce w pierwszym składzie Municipalu. Mimo młodego wieku imponował dobrym ustawianiem się, pewnością między słupkami, grą w powietrzu i opanowaniem. W swoim premierowym sezonie Clausura 2017 zdobył z Municipalem mistrzostwo Gwatemali, a sam otrzymał nagrodę Trofeo Danny Ortiz dla bramkarza ligi gwatemalskiej z najniższą średnią puszczonych goli (0,43 na mecz). Został najmłodszym golkiperem (20 lat), który kiedykolwiek otrzymał to wyróżnienie. Ogółem jako pierwszy bramkarz Municipalu wywalczył dwa tytuły mistrza (Clausura 2017, Apertura 2019) i jedno wicemistrzostwo Gwatemali (Apertura 2017). W październiku 2018 przebywał na testach w meksykańskim CF Pachuca, w lipcu 2019 był testowany przez belgijski KV Kortrijk, a w styczniu 2020 roku odrzucił ofertę amerykańskiego Chicago Fire. Jego zainteresowaniem interesowały się też czołowe kostarykańskie zespoły Deportivo Saprissa i LD Alajuelense oraz portugalski CS Marítimo.
We wrześniu 2020 Hagen jako wolny zawodnik podpisał roczny kontrakt z azerskim Səbail FK. W Premyer Liqası zadebiutował 12 września w przegranym 1:2 meczu z Zirą.

## Kariera reprezentacyjna
Hagen występował w reprezentacji Gwatemali U-15.
W grudniu 2012 Hagen w barwach reprezentacji Gwatemali U-17 prowadzonej przez Oscara Sáncheza zagrał w dwóch meczach w kwalifikacjach do Mistrzostw CONCACAF U-17. W kwietniu 2013 wziął natomiast udział w turnieju finałowym, gdzie był podstawowym golkiperem zespołu i rozegrał wszystkie trzy spotkania. Gwatemalczycy odpadli z kontynentalnego czempionatu w ćwierćfinale z Meksykiem (0:2) i nie zdołali awansować na Mistrzostwa Świata U-17 w ZEA.
Hagen był również pierwszym golkiperem reprezentacji Gwatemali U-20 pod wodzą Guillermo Moralesa. W lipcu 2014 wystąpił we wszystkich pięciu spotkaniach w ramach eliminacji do Mistrzostw CONCACAF U-20. W styczniu 2015 został powołany na rozgrywany na Jamajce turniej finałowy. Tam zagrał w sześciu meczach, a jego reprezentacja zajęła trzecie miejsce w grupie i awansowała do baraży o udział w Mistrzostwach Świata U-20 w Nowej Zelandii. Przegrała tam jednak z Hondurasem (1:2) i nie zakwalifikowała się na młodzieżowy mundial. 
W sierpniu 2015 Hagen znalazł się w ogłoszonym przez Carlosa Ruiza składzie reprezentacji Gwatemali U-23 na środkowoamerykańskie preeliminacje do Igrzysk Olimpijskich w Rio de Janeiro. Po przegranym dwumeczu barażowym z Kostaryką (0:0, 0:1) Gwatemalczycy odpadli z dalszej rywalizacji.
Pierwsze powołanie do seniorskiej reprezentacji Gwatemali Hagen otrzymał w październiku 2016 od selekcjonera Waltera Claverí na cykl treningowy. Zadebiutował w niej jednak dopiero 18 sierpnia 2018 w wygranym 1:0 meczu towarzyskim z Kubą.